# Джована да Монтефелтро
Джована да Монтефелтро (на италиански: Giovanna da Montefeltro; * 1463, Урбино, Херцогство Урбино, † 25 ноември 1514, Рим, Папска държава) от рода Да Монтефелтро е принцеса от Херцогство Урбино и чрез брак херцогиня на Сора и Арче и господарка на Сенигалия. Тя е последна представителка на рода, която чрез брака си с представител на рода Дела Ровере продължава рода начело на Херцогство Урбино. 

## Произход
Тя е третото дете на Федерико да Монтефелтро (* 1422, † 1482), херцог на Урбино, и на втората му съпруга Батиста Сфорца (* 1446, † 1472), По бащина линия е внучка на  Гуидантонио да Монтефелтро и благородничка, а по майчина – на Алесандро Сфорца,  кондотиер, вицемаркиз на Анконската марка, господар на Пезаро, господар на Градара и Кастелнуово, велик конетабъл на Неаполитанското кралство, и Костанца да Варано. Има един брат и пет сестри: 
- Аура († млада)
- Джиролама († 1482)
- [[Елизиабета да Монтефелтро|Елизабета[[ (* 1464, † 1510), господарка на Римини като съпруга на Роберто Малатеста, после монахиня
- Костанца (* 1466, † 1518), графиня на Марсико като съпруга на Антонело да Сансеверино, управител на Салерно
- [[Аниезе ди Монтефелтро|Аниезе[[ (* 1470, † 1523), херцогиня на Марси и графиня на Албе и Челано като съпруга на Фабрицио I Колона
- Гуидобалдо (* 1472, † 1508), последният мъжки представител на рода, херцог на Урбино, съпруг на Елизабета Гонзага.

Има и двама полубратя и една или две полусестри от извънбрачни връзки на баща си.

## Биография
Джована, петте ѝ сестри, майка й и полусестра ѝ Джентиле живеят в херцогския дворец на Урбино и в този на Губио до 1472 г. Майка й умира в последната резиденция, след като ражда единствения си син Гуидобалдо. След смъртта й грижата за младите момичета е поверена на влиятелния племенник на Федерико, Отавиано Убалдини дела Карда.
Тя е сгодена на 22 август 1474 г. за Джовани дела Ровере, херцог на Сора и Арче, господар на Сенигалия и папски викарий на Мондавио, назначен за префект на Рим през 1475 г. (префектурата осигурява командването на обикновените войски за защита на града). Сватбата е отпразнувана в Рим на 10 май 1478 г. Джована, която носи зестра от 12 000 дуката, спира в Перуджа на път от Урбино, преди да стигне до столицата на Папската държава, където двойката прекарва около година. На 26 април 1479 г. 16-годишната Джована и 22-годишният Джовани влизат тържествено в Сенигалия, където се раждат и шестте им деца. Бракът слага началото на династичния клон Монтефелтро Дела Ровере.
Префектката, както обикновено я наричат тогава, е жена „изключително достойна, много образована в науките, либерална, благоразумна и честна, красива по тяло, но още по-красива по вяра и душа“, както я описва монах Грация де Франча, автор на биография за Джовани Дела Ровере. Тя живее с многобройната си челяд (съпругът ѝ често отсъства по военни причини) в крепостта на Сенигалия, построена от него заедно с манастира „Санта Мария деле Грацие“ (за благодарност за раждането на 25 март 1490 г. на престолонаследника Франческо Мария). Манастирът е семейно гробище, където тогава са изложени „Мадоната“ от Пиеро дела Франческа (сега в Националната галерия на Марке в Урбино) и „Дева Мария на трон със светци“ от известния художник Перуджино.
В завещанието си Джовани назначава съпругата си (ако не се омъжи повторно) за регентка на феодалните си владения, докато синът им Франческо Мария навърши 16 години. Съпругът й умира през ноември 1501 г. и Джована компетентно управлява териториите на Роверето до 1506 г. Тя предоставя статута на викариата на Мондавио. През 1502 г. брат й Гуидобалдо I да Монтефелтро, херцог на Урбино, който е бездетен, избира племенника си за свой наследник. Така Франческо Мария се мести в двора му, за да се обучава за бъдещата му роля. През същата година Чезаре Борджия окупира държавата Урбино и херцогското семейство се укрива в Мантуа. Джована, преоблечена като монах, бяга от Сенигалия авантюристично, като се качва на лодка, акостирала на кея, който свързва крепостта на Сенигалия с Адриатическо море.
През 1508 г. синът й Франческо Мария получава титлата „херцог на Урбино“. През 1510 г. Джована присъства на сватбата му с Елеонора Гонзага. Впоследствие споровете между младия херцог и кардинал Франческо Алидози довеждат до проникване на френски войски на полуострова: папа Юлий II (брат на Джовани дела Ровере) не крие недоволството си, особено когато през 1511 г.  Франческо Мария убива омразния кардинал. Той е оправдан и възстановен в херцогството само с посредничеството на Джована, като се имат предвид решенията на папата.
Джована, именита меценатка, приема Перуджино в двора си и пише писмо от 1 октомври 1504 г., в което препоръчва много младия Рафаело Санцио на гонфалониера на Флоренция Пиеро Содерини, за да приветства младия художник в града  някои предполагат, че „Ла Мута“, датираща от 1507 г., е неин портрет. Други учени смятат, че ангелите до „Мадоната от Сенигалия“ от Пиеро дела Франческа са много младата Джована и нейният съпруг Джовани Дела Ровере.
Тя поддържа близки отношения с някои от сестрите си, особено с Костанца, чийто съпруг Антонело Сансеверино, принц на Салерно, почива през 1499 г. в Сенигалия в изгнание, и Аниезе, херцогиня на Палиано, съпруга на Фабрицио I Колона и майка на Витория Колона, поетеса и маркиза на Пескара.
Умира на 50-годишна възраст в Рим, в двореца Дела Ровере, дарен на съпруга ѝ от папа Сикст IV. Погребана е в базиликата Санта Мария дел Пополо, в параклиса Басо Дела Ровере, построен от кардинал Джироламо Басо дела Ровере, племенник на папата. 

## Брак и потомство
∞ 22 август 1474 за Джовани дела Ровере (* 14 януари 1457, Албисола; † 6 ноември 1501, Рим), херцог на Сора и Арче, папски капитан и господар на Сенигалия, префект на Рим от 1475 г., племенник на папа Сикст IV и брат на папа Юлий II, от когото има двама сина и четири дъщери:
- Мария Джована дела Ровере (* 1482, † 1538), ∞ 1. 1497 за Венанцио да Варано, господар на Камерино (1476– 1502), от когото има 2 сина и 1 дъщеря; 2. за Галеацо Риарио дела Ровере Сфорца, сенатор на Болоня
- Джиролама дела Ровере (* 1483, † 1501)
- Федерико дела Ровере (* 1491, † 7 юли 1494)
- Беатриче дела Ровере (* 1488, † ок. 1513), абатеса на манастир „Санта Киара“ в Урбино
- Франческо Мария I дела Ровере (* 22 март 1490, † 20 октомври 1538), херцог на Урбино (1508 – 1538), ∞ 29 септември 1509 за Елеонора Гонзага (* 31 декември 1493, † 13 февруари 1550), дъщеря на Франческо II Гонзага, маркграф на Мантуа, и на Изабела д’Есте, от която има 2 на и 3 дъщери
- Костанца дела Ровере (* 1492, † 1507), монахиня в Рим